# Veselí nad Moravou (stacja kolejowa)
Veselí nad Moravou – stacja kolejowa w Veselí nad Moravou, w kraju południowomorawskim, w Czechach. Jest ważnym węzłem kolejowym o znaczeniu regionalnym. Znajduje się na wysokości 180 m n.p.m.
Jest zarządzana przez Správę železnic. Na stacji znajdują się kasy biletowe, na których istnieje możliwość zakupu biletów na wszystkie pociągi w tym międzynarodowe oraz rezerwacji miejsc.

## Linie kolejowe
- 340 Brno - Uherské Hradiště
- 343 Hodonín - Veselí nad Moravou - Vrbovce